# Saint-Martin-des-Prés
Pour les articles homonymes, voir Saint-Martin.
Pour l'ancienne commune homonyme du département de l'Orne, voir Vitrai-sous-Laigle.
Saint-Martin-des-Prés [sɛ̃maʁtɛ̃dɛpʁe] est une commune française située dans le département des Côtes-d'Armor en région Bretagne.

## Géographie

### Localisation
La commune de Saint-Martin-des-Prés se trouve à vol d'oiseau à 27 km au nord de Pontivy, à 27 km au sud-sud-est de Saint-Brieuc et à 31 km au nord-ouest de Loudéac. Elle appartient par ses traditions à la Basse Bretagne.
| Le Haut-Corlay | La Harmoye                | Le Bodéo |
| Corlay         | Saint-Martin-des-Prés     |          |
| Saint-Mayeux   | Saint-Gilles-Vieux-Marché | Merléac  |

### Paysage et relief
La commune est vallonnée. La butte Saint Michel (321 m), au sud-ouest, est le point culminant de la commune. Elle est arrosée au nord par l'Oust dont le cours est barré et forme le lac de Bosméléac. L'habitat est dispersé et la plupart des hameaux portent des noms à consonance bretonne. Quelques uns commencent par La ville, équivalent français du breton Ker.
| - Carte topographique de la commune de Saint-Martin-des-Prés. |

### Hydrographie
Pour un article plus général, voir Réseau hydrographique des Côtes-d'Armor.
La commune est située dans le bassin Loire-Bretagne. Elle est drainée par l'Oust, le Kersaudy, le ruisseau du Cosquer et un autre petit cours d'eau,.
L'Oust, d'une longueur de 145 km, prend sa source dans la commune de La Harmoye et se jette  dans la Vilaine à Rieux, après avoir traversé 46 communes.  Les caractéristiques hydrologiques de l'Oust sont données par la station hydrologique située sur la commune. Le débit moyen mensuel est de 0,376 m3/s. Le débit moyen journalier maximum est de 9,22 m3/s, atteint lors de la crue du 18 décembre 1981. Le débit instantané maximal est quant à lui de 14,8 m3/s, atteint le 17 octobre 1981.
Le Kersaudy, d'une longueur de 12 km, prend sa source dans la commune de Saint-Gilles-Vieux-Marché et se jette  dans l'Oust à Merléac. 
Un plan d'eau complète le réseau hydrographique : l'étang de Bosméléac, d'une superficie totale de 59,2 ha (9,04 ha sur la commune),.

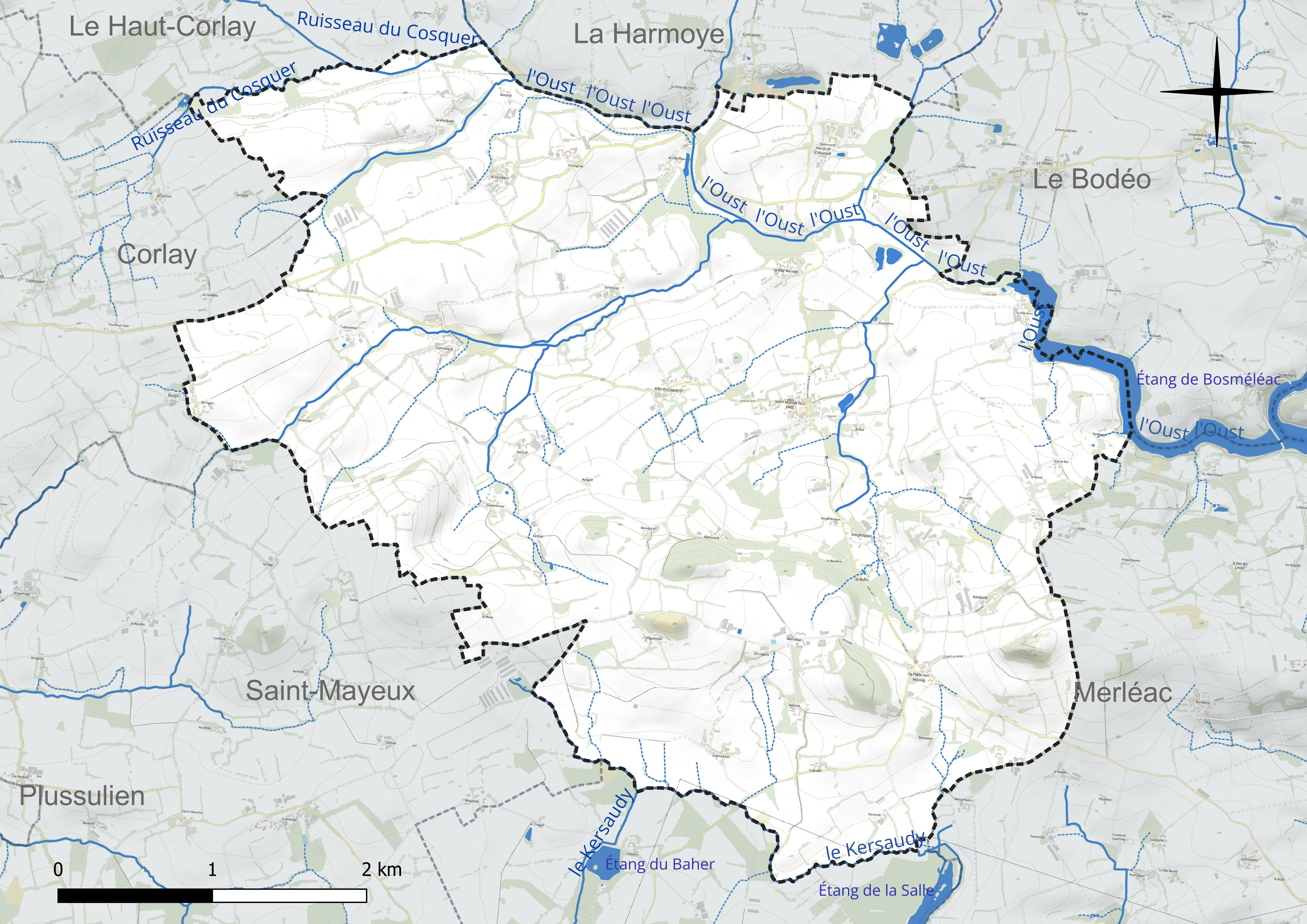
Réseau hydrographique de Saint-Martin-des-Prés.

### Climat
Pour des articles plus généraux, voir Climat de la Bretagne et Climat des Côtes-d'Armor.
En 2010, le climat de la commune est de type climat océanique franc, selon une étude du CNRS s'appuyant sur une série de données couvrant la période 1971-2000. En 2020, Météo-France publie une typologie des climats de la France métropolitaine dans laquelle la commune est exposée à un climat océanique et est dans la région climatique Finistère nord, caractérisée par une pluviométrie élevée, des températures douces en hiver (6 °C), fraîches en été et des vents forts. Parallèlement l'observatoire de l'environnement en Bretagne publie en 2020 un zonage climatique de la région Bretagne, s'appuyant sur des données de Météo-France de 2009. La commune est, selon ce zonage, dans la zone « Intérieur  », exposée à un climat médian, à dominante océanique.
Pour la période 1971-2000, la température annuelle moyenne est de 10,9 °C, avec une amplitude thermique annuelle de 11,7 °C. Le cumul annuel moyen de précipitations est de 948 mm, avec 14,6 jours de précipitations en janvier et 7,4 jours en juillet. Pour la période 1991-2020, la température moyenne annuelle observée sur la station météorologique la plus proche, située sur la commune de Kerpert à 15 km à vol d'oiseau, est de 10,8 °C et le cumul annuel moyen de précipitations est de 1 088,9 mm,. Pour l'avenir, les paramètres climatiques de la commune estimés pour 2050 selon différents scénarios d’émission de gaz à effet de serre sont consultables sur un site dédié publié par Météo-France en novembre 2022.

## Urbanisme

### Typologie
Au 1er janvier 2024, Saint-Martin-des-Prés est catégorisée commune rurale à habitat très dispersé, selon la nouvelle grille communale de densité à 7 niveaux définie par l'Insee en 2022.
Elle est située hors unité urbaine et hors attraction des villes,.

### Occupation des sols
L'occupation des sols de la commune, telle qu'elle ressort de la base de données européenne d’occupation biophysique des sols Corine Land Cover (CLC), est marquée par l'importance des territoires agricoles (99,5 % en 2018), une proportion sensiblement équivalente à celle de 1990 (99,3 %). La répartition détaillée en 2018 est la suivante :
zones agricoles hétérogènes (47,5 %), terres arables (31,6 %), prairies (20,4 %), eaux continentales (0,5 %). L'évolution de l’occupation des sols de la commune et de ses infrastructures peut être observée sur les différentes représentations cartographiques du territoire : la carte de Cassini (XVIIIe siècle), la carte d'état-major (1820-1866) et les cartes ou photos aériennes de l'IGN pour la période actuelle (1950 à aujourd'hui).

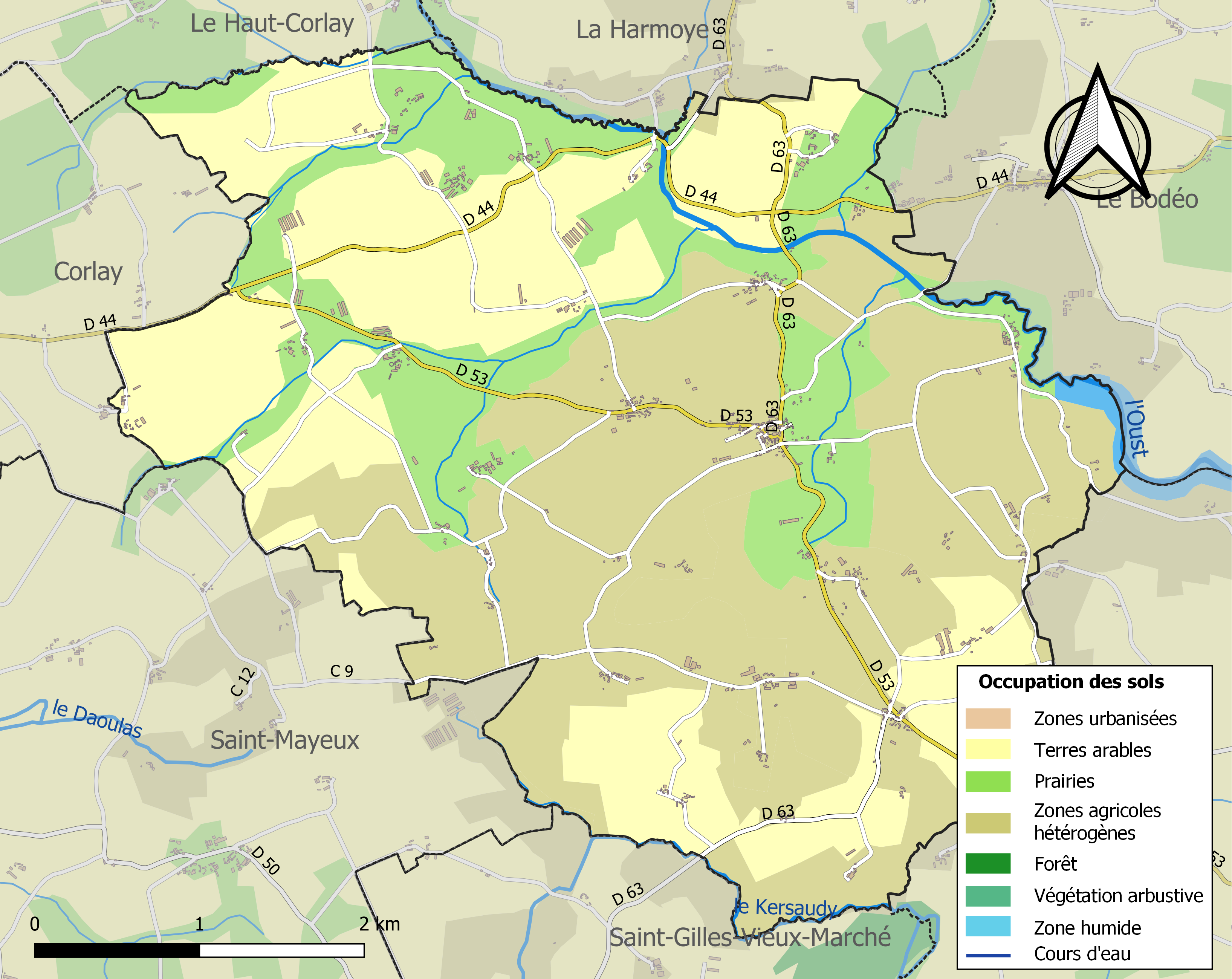
Carte des infrastructures et de l'occupation des sols de la commune en 2018 (CLC).

## Toponymie
Le nom de la localité est attesté sous les formes Parochia de Sancto Martino en 1245 et en 1246, Parochia Sancti Martini en 1251, Sanctus Martinus vers 1330 et en 1368, Saint-Martin en 1444, Sainct Martin en 1535 et en 1536, Saint Martin des Bois en 1663, Saint Martin des Prés en 1690.
Son nom vient de saint Martin, disciple de saint Gwénolé (Ve siècle).
Sant-Varzhin-Korle en breton. Korle est la forme bretonne de Corlay (la ville importante la plus proche).

## Histoire

### Moyen-Âge
Selon un aveu de 1471 la châtellenie de Corlay, un des trois membres de la vicomté de Rohan comprenait 12 paroisses ou trèves : « Corlé [Corlay]  (résidence seigneuriale), Saint-Martin-des-Prés, Merléac, le Quilio, Saint-Mayeuc, Saint-Gilles-Vieux-Marché, Caurel, Laniscat, Saint-Guelven, Rosquelfen, Saint-Igeau, Plussulien ».

### LeXIXesiècle
Selon le dictionnaire d'Ogée (1843) il y avait 1300 habitants et on y parlait le breton. On ne sait pas exactement quand les habitants ont oublié leur langue au profit du français.

### LeXXesiècle

#### Les guerres duXXesiècle
Le monument aux Morts porte les noms des 65 soldats morts pour la Patrie :
- 61 sont morts durant la Première Guerre mondiale.
- 4 sont morts durant la Seconde Guerre mondiale.

## Héraldique
| Blason de Saint-Martin-des-Prés | Blason  | D'azur à l'aigle d'or accompagnée de trois étoiles du même. |
| Blason de Saint-Martin-des-Prés | Détails | Le statut officiel du blason reste à déterminer.            |

## Démographie
L'évolution du nombre d'habitants est connue à travers les recensements de la population effectués dans la commune depuis 1793. Pour les communes de moins de 10 000 habitants, une enquête de recensement portant sur toute la population est réalisée tous les cinq ans, les populations de référence des années intermédiaires étant quant à elles estimées par interpolation ou extrapolation. Pour la commune, le premier recensement exhaustif entrant dans le cadre du nouveau dispositif a été réalisé en 2006.

En 2022, la commune comptait 321 habitants, en évolution de +0,31 % par rapport à 2016 (Côtes-d'Armor : +1,78 %, France hors Mayotte : +2,11 %).
| 1793  | 1800  | 1806  | 1821  | 1831  | 1836  | 1841  | 1846  | 1851  |
| ----- | ----- | ----- | ----- | ----- | ----- | ----- | ----- | ----- |
| 1 630 | 1 300 | 1 338 | 1 381 | 1 445 | 1 440 | 1 369 | 1 376 | 1 361 |

| 1856  | 1861  | 1866  | 1872  | 1876  | 1881  | 1886  | 1891  | 1896  |
| ----- | ----- | ----- | ----- | ----- | ----- | ----- | ----- | ----- |
| 1 280 | 1 304 | 1 345 | 1 268 | 1 253 | 1 221 | 1 274 | 1 191 | 1 172 |

| 1901  | 1906  | 1911  | 1921 | 1926 | 1931 | 1936 | 1946 | 1954 |
| ----- | ----- | ----- | ---- | ---- | ---- | ---- | ---- | ---- |
| 1 171 | 1 139 | 1 123 | 974  | 927  | 873  | 801  | 773  | 688  |

| 1962 | 1968 | 1975 | 1982 | 1990 | 1999 | 2006 | 2011 | 2016 |
| ---- | ---- | ---- | ---- | ---- | ---- | ---- | ---- | ---- |
| 684  | 592  | 509  | 416  | 385  | 366  | 343  | 331  | 320  |

| 2021 | 2022 | - | - | - | - | - | - | - |
| ---- | ---- | - | - | - | - | - | - | - |
| 316  | 321  | - | - | - | - | - | - | - |

## Lieux et monuments
- Église Saint-Martin
- La butte Saint-Michel
- Le lac de Bosméléac
- Le manoir de Cléhunault

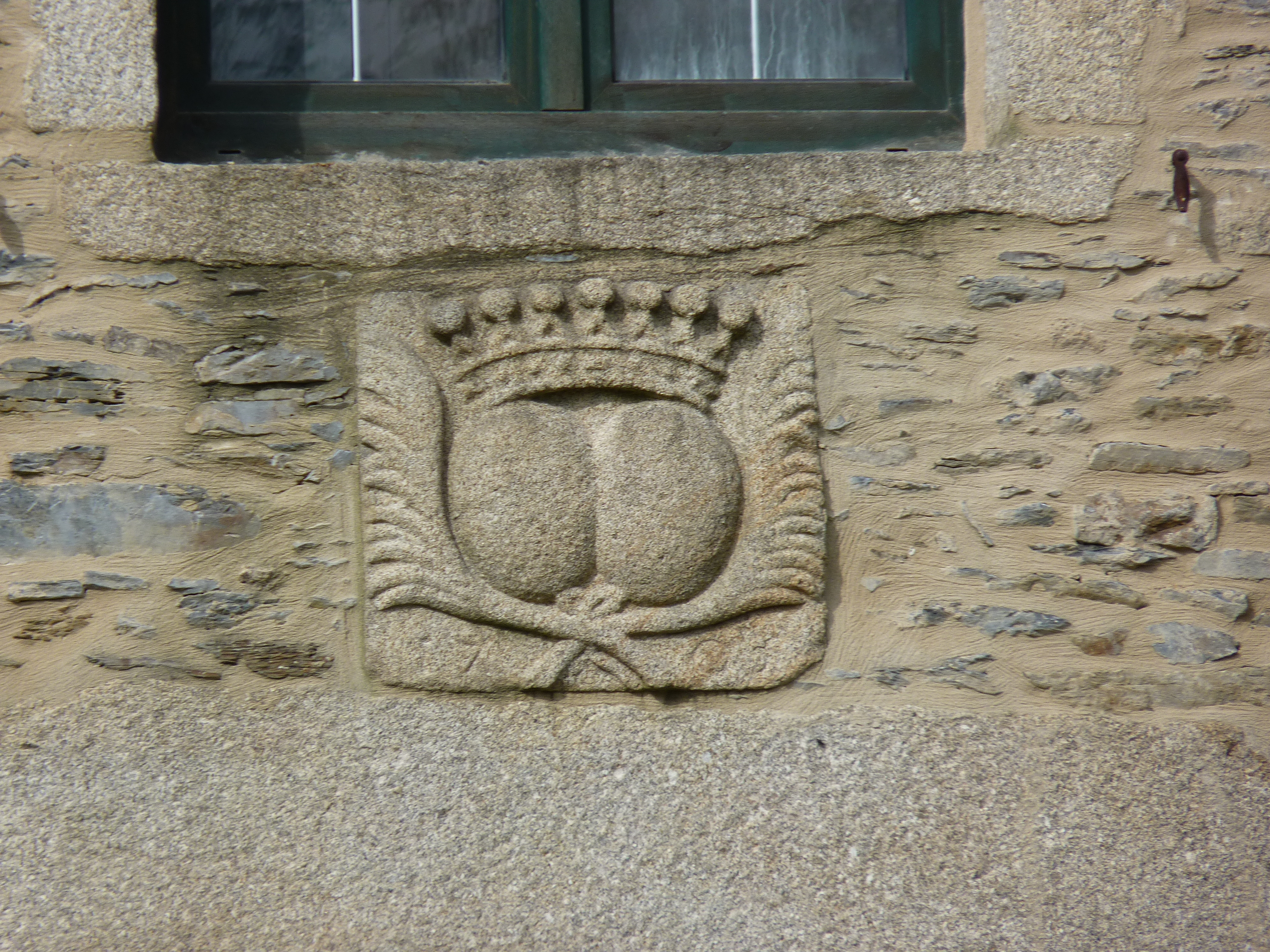
Manoir de Cléhunault : le blason.